# Mjölig porlav
Mjölig porlav (Pertusaria albescens) är en lavart som först beskrevs av William Hudson, och fick sitt nu gällande namn av Maurice Gustave Benoit Choisy och Werner. Mjölig porlav ingår i släktet Pertusaria, och familjen Pertusariaceae. Arten är reproducerande i Sverige.